# Lovers Rock (álbum)
Lovers Rock (en español: «Roca de los amantes») es el quinto álbum de estudio de la banda inglesa de R&B Sade. Fue lanzado el 14 de noviembre de 2000 por Epic Records. Alcanzó el número 18 en la UK Albums Chart y el número 3 en la Billboard 200. Desde entonces, el álbum ha sido certificado triple platino por la RIAA, habiendo vendido 3,9 millones de copias en los Estados Unidos. El 27 de febrero de 2002, Lovers Rock ganó el Grammy al mejor álbum de pop vocal.
Según el libreto, la canción «The Sweetest Gift» está dedicada a la organización benéfica para niños Rainbow Trust, que cuida a niños que tienen una enfermedad con riesgo de muerte o una enfermedad terminal.
El álbum generó dos sencillos: «By Your Side» y «King of Sorrow».

## Lista de canciones
| N.º | Título                                                 | Duración |  |
| 1.  | «By Your Side»                                         | 4:34     |  |
| 2.  | «Flow»                                                 | 4:34     |  |
| 3.  | «King of Sorrow»                                       | 4:53     |  |
| 4.  | «Somebody Already Broke My Heart»                      | 5:01     |  |
| 5.  | «All About Our Love»                                   | 2:40     |  |
| 6.  | «Slave Song»                                           | 4:12     |  |
| 7.  | «The Sweetest Gift»                                    | 2:18     |  |
| 8.  | «Every Word»                                           | 4:04     |  |
| 9.  | «Inmigrant» (Adu, Janusz Podrazic)                     | 3:48     |  |
| 10. | «Lovers Rock»                                          | 4:13     |  |
| 11. | «It's Only Love That Gets You Through» (Adu, Podrazic) | 3:53     |  |